# Raimon Galí
Raimon Galí i Herrera (Barcelona 1917-2005) fue un escritor español, hijo del pedagogo Alexandre Galí i Coll, hermano de Jordi Galí i Herrera, de la pianista María Galí i Herrera y del pintor Francesc Galí i Herrera. Estudió filosofía y letras en la Universidad de Barcelona y fue miembro de Palestra.
Durante la guerra civil española ingresó en la Escuela Popular de Guerra de la Generalidad de Cataluña, alcanzó el grado de oficial y luchó con el X Cuerpo de Ejército de la República. En 1939 se exilió a Francia, Cuba y finalmente se estableció en Ciudad de México, donde estudió en la Escuela Nacional de Antropología e Historia de 1940 a 1944. Miembro destacado de la Comunidad catalana de México, colaboró en revistas de los exiliados catalanes Full Català y Quaderns de l'exili. También se dedicó  a la arqueología, colaborando con Pere Bosch i Gimpera y publicó el artículo La orientación de los monumentos de Tula.
En 1948 volvió a Cataluña y se integró en la resistencia activa cultural, fue uno de los inspiradores del grupo de jóvenes denominado CC (Crist Catalunya), protagonistas del primer activismo antifranquista a principios de los años 1950, y también de la Academia de la Lengua Catalana de la Congregación Mariana. Como buena parte de los nacionalistas católicos catalanes, estaba influido por Charles Péguy y Antoine de Saint-Exupéry, y como ellos exhortó al voluntarismo, la disciplina y el espíritu de servicio, fomentando el escultismo. Colaboró esporádicamente en periódicos y revistas, y participó en varias ediciones de la Universidad Catalana de Verano. En 1983 le fue otorgada el Premio Cruz de San Jorge.

## Obras
- Senyals de camí (1963)(1000)
- Els camins de l'estimar (1981)
- Recalada (1984)
- Signe de contradicció colección de la que forman parte:
  - La Catalunya d'en Prat (1985)
  - La Catalunya d'en Macià (2001)
  - L'Avantguerra (2001)
  - Aixecament i Revolta(1997)
  - L'Exèrcit de Catalunya (1991)
  - El X Cos d'Exèrcit i la caiguda d'Aragó (1994)
  - L'Ebre i la caiguda de Catalunya (1996)
- El brancatge dins el recull Jordi Pujol, un polític per a un poble (1984).
- Memòries (2004)
- Semblances (2005)